# Amigo Internet
Amigo Internet é uma empresa brasileira de telecomunicações voltada para o mercado B2C, pertencente ao grupo Brasil TecPar. Fundada em São Borja, Rio Grande do Sul, por Gustavo Pozzebon Stock e Magnum Mello Foletto, a empresa iniciou suas operações como provedora local e, ao longo dos anos, expandiu sua atuação em diversos estados do Brasil.

## História e fundação
A Amigo Internet teve seu início em 1995 atendendo inicialmente a região do interior do Rio Grande do Sul. Gradualmente, conquistou operações em todo o estado e expandiu sua rede de cobertura para alcançar clientes em diversos estados do Brasil. Atualmente, possui unidades no Rio Grande do Sul, São Paulo, Mato Grosso, Mato Grosso do Sul e Rio de Janeiro.

## Premiações
A Amigo Internet recebeu o Prêmio Melhor Plano 2024. Além disso, conquistou os títulos de Melhor Plano Internet Gamer, Melhor Velocidade e Melhor Satisfação. Esses reconhecimentos reforçam o compromisso contínuo da empresa com a inovação e o aprimoramento dos serviços, visando proporcionar a melhor experiência possível para seus clientes.